# Línea 7 (Buenos Aires)
La línea 7 es una línea de colectivos de la Ciudad de Buenos Aires. Une el barrio de Retiro con el Parque Nicolás Avellaneda y el Barrio Samoré, dentro del barrio de Villa Lugano. 
La línea es operada por Transportes Automotores 12 de Octubre S.A.C., empresa que pertenece al Grupo DOTA.

## Recorrido

### Hospital Ferroviario - Parque Nicolás Avellaneda
Ida a Parque Nicolás Avellaneda: desde Avenida de los Inmigrantes entre Cabo Pablo Teodoro Fels y Avenida Antártida Argentina por Avenida de los Inmigrantes, Retomando La Misma a La Altura de La Calle Comodoro Pedro Zanni, Avenida de los Inmigrantes, Avenida Antártida Argentina, Avenida Doctor José María Ramos Mejía, Avenida del Libertador, Avenida Leandro Nicéforo Alem, Rivadavia, Bolívar, Avenida de Mayo, Avenida Rivadavia, General Urquiza, Venezuela, Sánchez de Loria, Agrelo, Avenida Boedo, Avenida Carlos Calvo, Avenida La Plata, Avenida Asamblea, Víctor Martínez, Balbastro, Avenida Varela, Avenida Eva Perón, Laguna, José bonifacio, Avenida Lacarra, José Enrique Rodó, Avenida Olivera, White, General Eugenio Garzón, Moreto Hasta Medina
Regreso a Retiro: Desde Medina y Avenida Eva Peron por Avenida Eva Peron, Avenida San Juan Bautista De La Salle, Avenida Olivera,  Avenida Directorio, Avenida Lacarra, General Eugenio Gazón, Martínez Castro, Avenida Eva Perón, Avenida Varela, Avelino Díaz, Emilio Mitre, Avenida Asamblea, Avenida La Plata, Avenida San Juan, Colombres, Avenida Belgrano, La Rioja, Ecuador, Bartolomé Mitre, Diagonal Norte, Bolívar, Hipólito Yrigoyen, Avenida La Rábida, Avenida Leandro Nicéforo Alem, San Martín, Gilardo Gilardi, Avenida Doctor José María Ramos Mejía, Avenida Antártida Argentina, Avenida de los Inmigrantes hasta Antártida Argentina.

### Hospital Ferroviario - Barrio Samoré
Ida a Barrio Samoré: desde Avenida de los Inmigrantes entre Cabo Pablo Teodoro Fels y Avenida Antártida Argentina por Avenida de los Inmigrantes, retomando por Comodoro Pedro Zanni, Avenida de los Inmigrantes, Avenida Antártida Argentina, Avenida Doctor José María Ramos Mejía, Avenida del Libertador, Avenida Leandro Nicéforo Alem, Rivadavia, Bolívar, Avenida de Mayo, Avenida Rivadavia, General Urquiza, Venezuela, Sánchez de Loria, Agrelo, Avenida Boedo, Avenida Carlos Calvo, Avenida La Plata, Avenida Asamblea, Víctor Martínez, Balbastro, Avenida Varela, Avenida Eva Perón, Avenida Mariano Acosta, Baldomero Fernández Moreno, Martínez Castro,  Teniente Coronel  Casimiro Recuero, Avenida Mariano Acosta, Avenida Perito Moreno Lacteral Autopista Teniente General Luis J. Dellepiane, Avenida Lacarra, Crisóstomo Álvarez, Fernández, Santiago de Compostela, Mozart, Saraza, Escalada, Avenida Castañares, Albariño, Aquino, Fonrouge hasta Zelarrayán.
Regreso a Retiro: Desde Fonrouge y Zelarrayán por Fonrouge, Lateral Autopista Teniente General Luis Dellepiane, Avenida Castañares, Escalada, Saraza, Mozart, Santiago de Compostela, Fernández, Colectora Este Avenida Teniente General Luis J. Dellepiane, Zuviria, Avenida Mariano Acosta, Avenida Eva Perón, Avenida Varela, Avelino Díaz, Emilio Mitre, Avenida Asamblea, Avenida La Plata, Avenida San Juan, Colombres, Avenida Belgrano, La Rioja, Ecuador, Bartolomé Mitre, , Diagonal Norte, Bolívar, Hipólito Yrigoyen, Avenida La Rábida, Avenida Leandro Nicéforo Alem, San Martín, Gilardo Gilardi, Avenida Doctor José María Ramos Mejía, Avenida Antártida Argentina, Avenida de los Inmigrantes hasta Antártida Argentina.

## Pasajeros
| Año  | Pasajeros | Pasajeros por día | Variación |
| ---- | --------- | ----------------- | --------- |
| 2016 | 7 788 531 | 21 280            | 0,00%     |
| 2017 | 7 368 703 | 20 188            | 5,39%     |
| 2018 | 6 629 712 | 18 164            | 10,03%    |

Fuente: Ministerio de Transporte

## Lugares de interés
- Edificio Cóndor
- Terminal de Ómnibus de Retiro
- Estación Retiro Línea San Martín
- Estación Retiro Línea Belgrano Norte
- Estación Retiro Línea Mitre
- Plaza General San Martín
- Luna Park
- Palacio Libertad (Ex CCK)
- Casa Rosada
- Plaza de Mayo
- Catedral Metropolitana
- Cabildo de Buenos Aires
- Teatro Avenida
- Palacio del Congreso
- Plaza Miserere - Estación Once
- Parque Chacabuco
- Hospital General de Agudos Parmenio T. Piñero
- Parque Presidente Nicolás Avellaneda
- Cementerio San José de Flores
- Estadio Nueva España
- Universidad Tecnológica Nacional (UTN.BA)
- Barrio Cardenal Antonio Samoré

## Galería

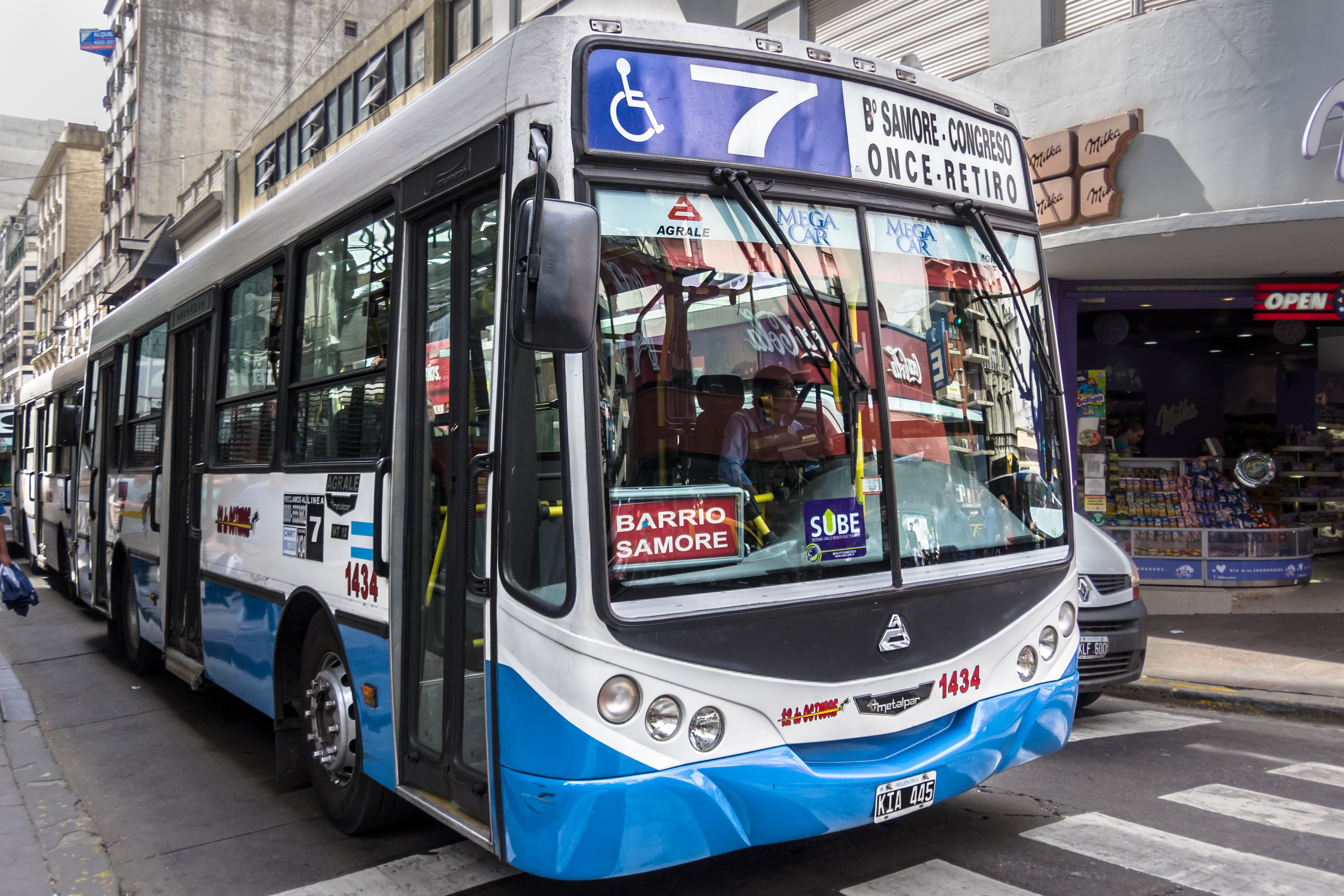
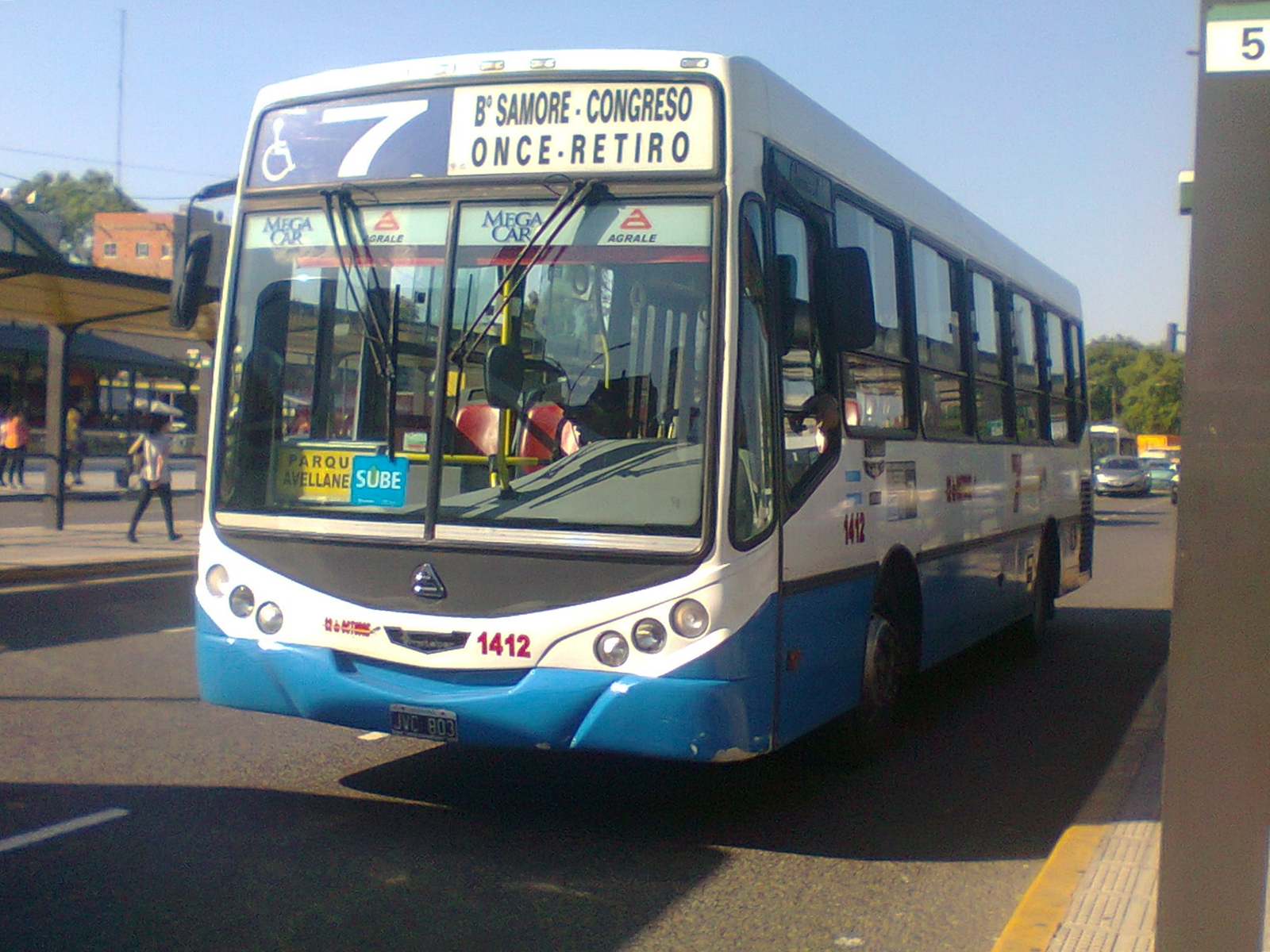
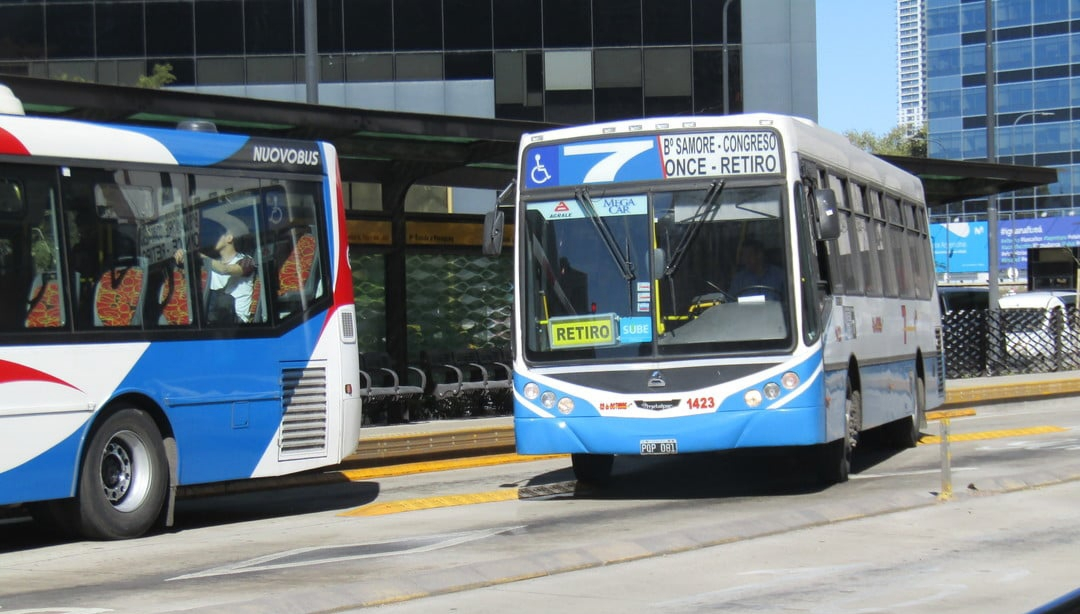
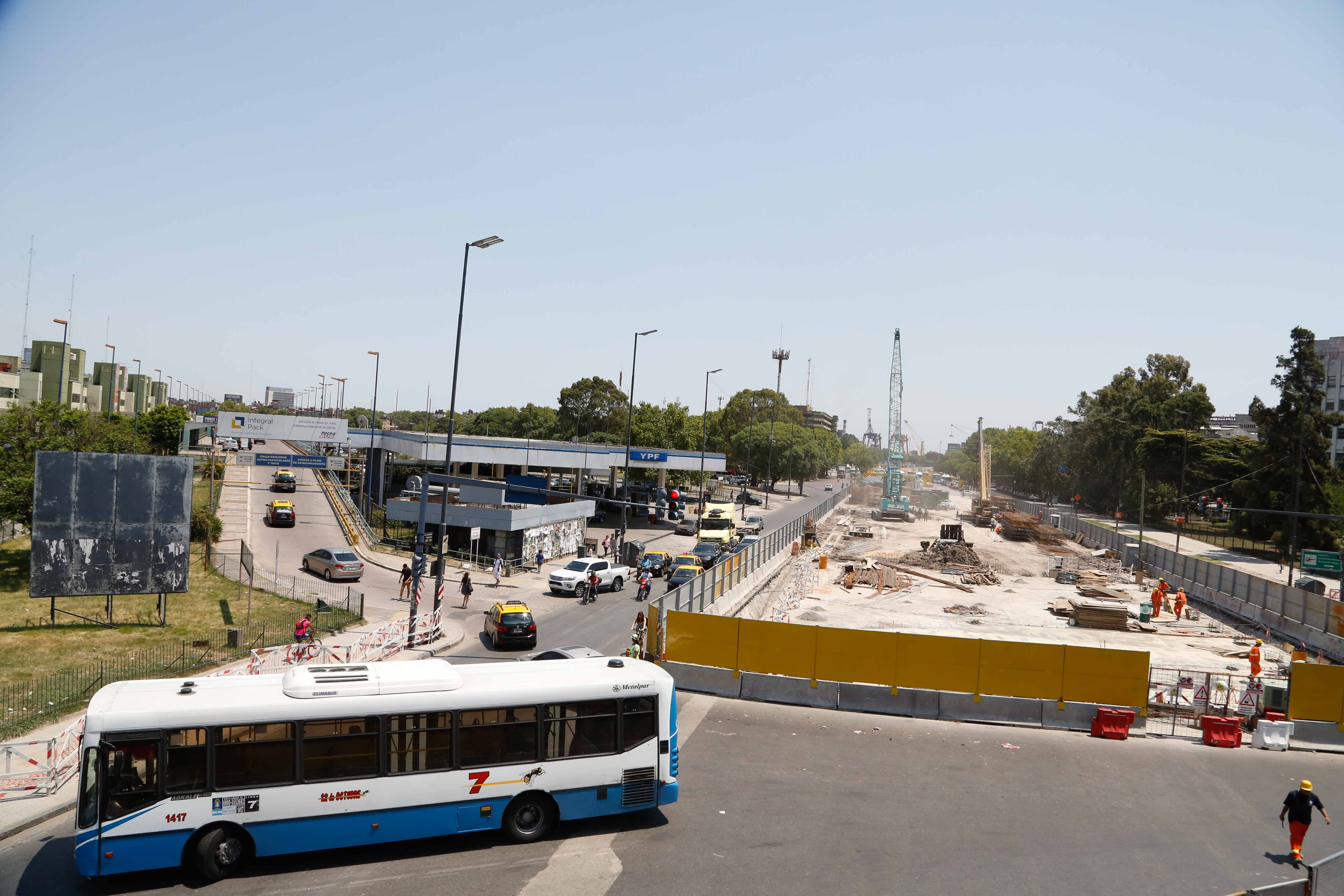